# Abu Wahib
Shaker Wahib al-Fahdawi al-Dulaimi (arabisch شاكر وهيب الفهداوي الدليمي, DMG Šākir Wahīb al-Fahdāwiyy ad-Dulaymiyy; * 1986; † 6. Mai 2016 bei ar-Rutba, Irak), bekannt als Abu Wahib (arabisch أبو وهيب, DMG Abū Wahīb), war ein islamistischer Terrorist. Er war bis zu seinem Tod bei einem Luftschlag im Rahmen der Combined Joint Task Force – Operation Inherent Resolve ein führendes Mitglied der Terrororganisation Islamischer Staat und deren Kommandeur („Emir“) für die Provinz Al-Anbar.
Bekanntheit erlangte er im Sommer 2013 durch die Tötung dreier alawitischer LKW-Fahrer.